# Edward Faulkner
Pour les articles homonymes, voir Faulkner.

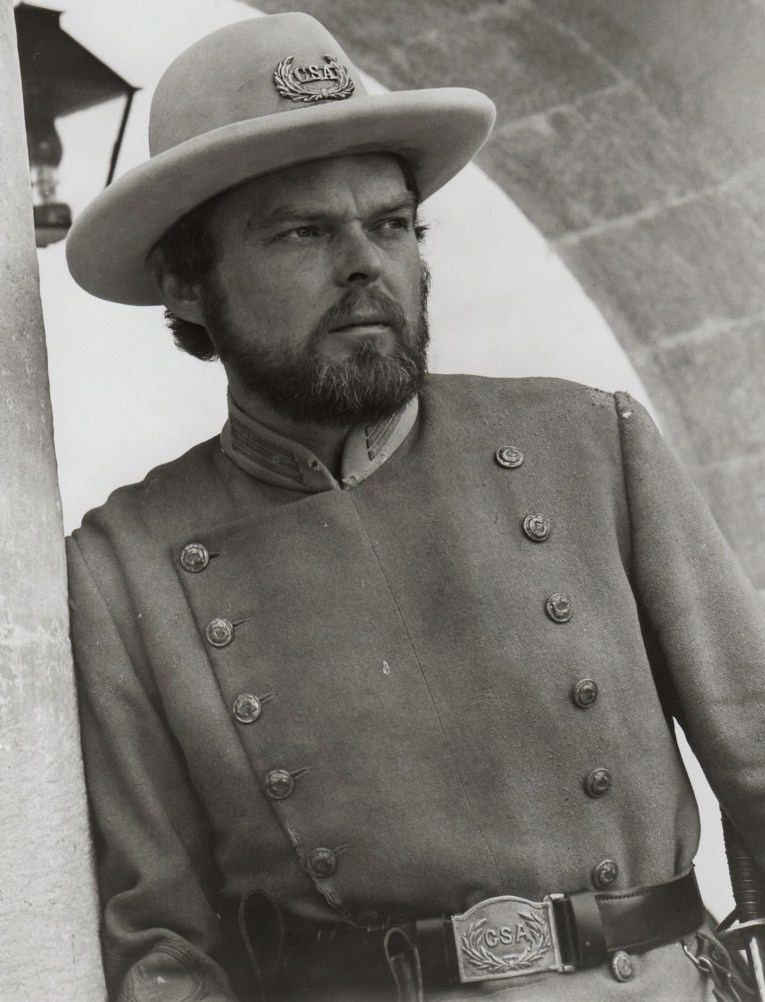
Dans Les Géants de l'Ouest (1969, photo promotionnelle)

Edward Faulkner (parfois crédité Ed Faulkner) est un acteur américain, né Fielden Edward Faulkner II le 29 février 1932 à Lexington (Kentucky).

## Biographie
Venu tenter sa chance à Hollywood en 1958, Edward Faulkner rencontre Andrew V. McLaglen pour lequel il tournera à plusieurs reprises, au cinéma comme à la télévision (deux séries — dès 1959 — et deux téléfilms). Au nombre de ses huit films aux côtés du réalisateur (sortis de 1961 à 1971), mentionnons les westerns Le Grand McLintock (1963, avec John Wayne et Maureen O'Hara) et Les Géants de l'Ouest (1969, avec John Wayne et Rock Hudson).
Notons qu'il retrouve The Duke sur quatre autres films, dont Les Bérets verts de Ray Kellogg et John Wayne (1968) et Rio Lobo d'Howard Hawks (1970).
En tout, il participe à vingt-huit films américains, le premier (dans un petit rôle non crédité) étant Café Europa en uniforme de Norman Taurog (avec Elvis Presley), sorti en 1960. Ses deux derniers à ce jour sortent en 1974.
Au petit écran, à partir de 1959, Edward Faulkner contribue à quarante-neuf séries et douze téléfilms, dont les séries-westerns Rawhide (sept épisodes — trois réalisés par Andrew V. McLaglen —, 1959-1964, avec Clint Eastwood) et Le Virginien (onze épisodes, 1963-1970, avec James Drury). Ses deux dernières prestations à ce jour sont pour deux téléfilms d'animation (où il prête sa voix), diffusés respectivement en 2009 et 2010 (le second, dont il est en outre coréalisateur, expérience unique).

## Filmographie partielle

### Au cinéma
- 1960 : Café Europa en uniforme (G.I. Blues) de Norman Taurog : Red
- 1961 : The Little Shepherd of Kingdom Come de Andrew V. McLaglen : Capitaine Richard Dean
- 1962 : La Guerre en dentelles (The Horizontal Lieutenant) de Richard Thorpe : Un officier à la fête de bienvenue
- 1963 : Le Grand McLintock (McLintock!) de Andrew V. McLaglen : Ben Sage Jr.
- 1964 : Un mari à tout faire (Kisses for My President) de Curtis Bernhardt  : Un agent des services secrets
- 1965 : Les Prairies de l'honneur (Shenandoah) de Andrew V. McLaglen : Un sergent de l'Union
- 1965 : Chatouille-moi (Tickle Me) de Norman Taurog : Brad Bentley
- 1965 : Comment tuer votre femme (How to Murder Your Wife) de Richard Quine : Un membre du club / Un invité de la fête
- 1965 : Deux Cinglés à l'armée (Sergeant Dead Head) de Norman Taurog
- 1967 : Le Ranch de l'injustice (The Ballad of Josie) de Andrew V. McLaglen : Un juré
- 1968 : Les Feux de l'enfer (Hellfighters) de Andrew V. McLaglen : George Harris
- 1968 : Les Bérets verts (The Green Berets) de Ray Kellogg et John Wayne : Capitaine MacDaniel
- 1969 : La Boîte à chat (Daddy's Gone A-Hunting) de Mark Robson : Un policier à la fête de Dixon
- 1969 : Hang Your Hat on the Wind de Larry Lansburgh : Le pilote
- 1969 : Les Géants de l'Ouest (The Undefeated) de Andrew V. McLaglen : Capitaine Anderson
- 1970 : Rio Lobo d'Howard Hawks : Lieutenant Harris
- 1970 : Chisum de Andrew V. McLaglen : James J. Dolan
- 1971 : Un singulier directeur (The Barefoot Executive) de Robert Butler : Un journaliste
- 1971 : Rio Verde (Something Big) de Andrew V. McLaglen : Capitaine Tyler
- 1971 : Scandalous John de Robert Butler : Hillary
- 1972 : Pas vu, pas pris (Now You See Him, Now You Don't) de Robert Butler : Mike
- 1972 : The Man de Joseph Sargent : Un agent des services secrets

### À la télévision
Séries
- 1959-1964 : Rawhide
  - Saison 1, épisode 17 La Peur dans la rue (Incident of Fear in the Streets, 1959) d'Andrew V. McLaglen : Brett Mason
  - Saison 2, épisode 4 Le Dernier Round (Incident of the Shambling Man, 1959) d'Andrew V. McLaglen : Brett Mason
  - Saison 4, épisode 3 La Mise à l'épreuve (The Long Shakedown, 1961 - Lobey) de Jus Addiss et épisode 18 La Patrouille des déserteurs (The Deserters' Patrol, 1962 - Rutledge) d'Andrew V. McLaglen
  - Saison 5, épisode 5 Les Quatre Cavaliers (Incident of the Four Horsemen, 1962 - Carl Galt) et épisode 20 L'Arbre du pendu (Incident of the Gallows Tree, 1963 - Cryder) de Christian Nyby
  - Saison 6, épisode 18 Le Traité de paix (Incident at Gila Flats, 1964) : Soldat Larson
- 1959-1972 : Gunsmoke ou Police des plaines (Gunsmoke ou Marshal Dillon)
  - Saison 4, épisode 27 The F.U. (1959) d'Andrew V. McLaglen : 2e cow-boy
  - Saison 5, épisode 26 Unwanted Deputy (1960) d'Andrew V. McLaglen : Harry
  - Saison 8, épisode 18 The Renegades (1963 - Un sergent) d'Andrew V. McLaglen et épisode 38 The Quest for Asa Janin (1963 - Le shérif-adjoint)
  - Saison 17, épisode 11 Drago (1971) de Paul Stanley : Trask
  - Saison 18, épisode 12 The Brothers (1972) : Drummer
- 1961 : Les Hommes volants (Ripcord)
  - Saison 1, épisode 3 Chuting Stars : rôle non spécifié
- 1961-1966 : Bonanza
  - Saison 3, épisode 8 The Friendship (1961) de Don McDougall : Bob Stevens
  - Saison 5, épisode 24 No Less a Man (1964) de Don McDougall : Un voleur de banques
  - Saison 8, épisode 7 Credit for a Kill (1966) de William F. Claxton : Casey Rollins
- 1963 : Laramie
  - Saison 4, épisode 22 The Violent Ones de Lesley Selander : Cliff
- 1963 : Le Plus Grand Chapiteau du monde (The Greatest Show on Earth)
  - Saison unique, épisode 9 An Echo of Faded Velvet de Robert Butler : Dowling
- 1963-1964 : Lassie
  - Saison 9, épisode 26 Lassie and the Rustler (1963) de William Beaudine : rôle non spécifié
  - Saison 10, épisodes 18 et 19 The Disappearance (Parts II & III) de John English : Jim
- 1963-1965 : Le Fugitif (The Fugitive)
  - Saison 1, épisode 7 Smoke Screen (1963) : Jordan
  - Saison 2, épisode 21 Corner of Hell (1965) de Robert Butler : Roy
  - Saison 3, épisode 7 All the Scared Rabbits (1965) de Robert Butler : Le shérif
- 1963-1970 : Le Virginien (The Virginian / Saison 9 : The Men from Shiloh)
  - Saison 2, épisode 13 Siege (1963 - Gambler) de Don McDougall et épisode 29 Dark Destiny (1964 - Striker) de Don McDougall
  - Saison 3, épisode 16 The Hour of the Tiger (1964 - Pete) de Richard L. Bare, épisode 22 You Take the High Road (1965 - Bert) de John Florea et épisode 29 The Showdown (1965 - Tom Landers) de Don McDougall
  - Saison 4, épisode 2 Day of the Scorpion (1965) de Robert Butler, épisode 8 Nobility of Kings (1965) de Paul Stanley et épisode 21 Morgan Starr (1966) : Andy Proctor
  - Saison 5, épisode 5 Jacob Was a Plain Man (1966) de Don McDougall : Packer
  - Saison 7, épisode 15 Death Wait (1969) de Charles S. Dubin : Matt Clayton
  - Saison 9, épisode 4 With Love, Bullets and Valentine (1970) : Leroy Plimpton
- 1966 : Match contre la vie (Run for Your Life)
  - Saison 2, épisode 4 The Committee for the 25th de William A. Graham : L'assistant du procureur général
- 1966 : Sur la piste du crime (The F.B.I.)
  - Saison 2, épisode 10 Anatomy of a Prison Break de Ralph Senensky : Allen Wilson
- 1967 : Le Cheval de fer (Iron Horse)
  - Saison 1, épisode 17 Welcome for the General d'Alan Crosland Jr. : Jess Sinclair
- 1967 : Laredo
  - Saison 2, épisode 19 The Other Cheek d'Ezra Stone : Ed Garmes
- 1967 : L'Île aux naufragés (Gilligan's Island)
  - Saison 3, épisode 27 C'est un oiseau, c'est un avion, c'est Gilligan ! (It's a Bird, It's a Plane, It's Gilligan!) de Gary Nelson : Le colonel
- 1967 : Les Envahisseurs (The Invaders)
  - Saison 1, épisode 13 La Tornade (The Storm) de Paul Wendkos : 1er envahisseur
- 1968 : Cimarron
  - Saison unique, épisode 16 L'Or et la Pyrite ou La Folie de l'or (Fool's Gold) d'Herschel Daugherty : Le capitaine
- 1968-1971 : La Nouvelle Équipe (The Mod Squad)
  - Saison 1, épisode 4 When Smithy Comes Marching Home (1968) de George McCowan : Griff
  - Saison 3, épisode 21 Welcome to Our City (1971) de John Llewellyn Moxey : Dunn
- 1969 : Les Bannis (The Outcasts)
  - Saison unique, épisode 14 The Candidates de Leslie H. Martinson : Willis
- 1969 : Opération vol (It Takes a Thief)
  - Saison 3, épisode 6 The Blue, Blue Danube : Wardlow
- 1970 : L'Homme de fer (Ironside)
  - Saison 4, épisode 12 Imposition des mains (The Laying on of Hands) de Don McDougall : Frank Wickham
- 1972 : Cannon
  - Saison 1, épisode 21 Le Canard laqué (The Island Caper) de Lewis Allen : Ferris
- 1973 : L'aventure est au bout de la route (Movin' On)
  - Saison 1, épisode 6 The Cowhands de Paul Stanley : Elton Edwards
- 1975 : Docteur Marcus Welby (Marcus Welby, M.D.)
  - Saison 7, épisode 4 The Covenant : Arnold Tyne

Téléfilms
- 1966 : The Doomsday Flight de William A. Graham : Reilly
- 1970 : The Intruders (en) de William A. Graham : Bill Riley
- 1972 : The Night Stalker de John Llewellyn Moxey : Un policier
- 1975 : Stowaway to the Moon (en) d'Andrew V. McLaglen : Eli Mackernutt Sr.
- 1975 : The Log of the Black Pearl d'Andrew V. McLaglen : Fenner
- 1986 : La Clandestine du FBI (Johnnie Mae Gibson : FBI) de Bill Duke : Tom Higgins
- 2010 : Elf Sparkle and the Special Red Dress (animation - voix) : Chef Best (+ réalisateur, conjointement avec Dave Moody)